# Phalaenopsis viridis
Phalaenopsis viridis (можливі українські назви: фаленопсис зелений або фаленопсис вірідіс) — епіфітна трав'яниста рослина  родини орхідних, або зозулинцевих (Orchidaceae).
Вид не має усталеної української назви, в українськомовних джерелах зазвичай використовується наукова назва Phalaenopsis viridis.

## Синоніми
За даними Королівських ботанічних садів в К'ю :
- Phalaenopsis forbesii Ridl. 1925
- Polychilos viridis (JJ Sm.) Shim 1982

## Природні варіації
- Phalaenopsis viridis var. flava - відрізняється жовтим кольором пелюсток і світлішими червонувато-коричневими плямами.

## Історія опису іетимологія
На початку XX століття цей вид практично одночасною був виявлений на Суматрі збирачем орхідей Хейдт і доктором К. Форбсом. Спочатку вид був названий на честь одного з першовідкривачів Phalaenopsis Forbessii. 
 
Після чого рослина не потрапляло в поле зору ботаніків 80 років. 

У 80-х роках XX століття рослина була знову знайдена на Суматрі і введено в культуру і повторно описано під назвою Phalaenopsis viridis. 
 
Латинська назва виду «viridis» перекладається, як: зелений, зелена, зеленуватий, молодий, свіжий.

## Біологічний опис
Моноподіальний епіфіт, вкрай рідко літофіт середніх розмірів. 

Стебло коротка, майже повністю прихований підставами 3-4 листків.
Коріння гладкі, товсті, добре розвинені. 

Листя товсті, шкірясті, блискучі, довгасто-овальні, що звужуються до основи, загострені на кінцях, завдовжки 20-40 см, шириною близько 8 см. 

Квітконіс и довжиною близько 40 см, прості, рідко розгалужені, прямостоячі або похилі, несуть 3-7 кольорів. 

Квіти зірчастої форми, діаметром близько 4 см, воскової текстури, без запаху, відкриваються одночасно. Пелюстки зеленуватого або зеленувато-жовтого кольору, з численними червоно-коричневими плямами різної форми. 

Губа біла, часто з 2-4 поздовжніми коричневими смужками, колонка біла з великим жовтим плямою у верхній частині. Квіти можуть не в'януть близько місяця. Пік цвітіння - навесні і влітку.

## Ареал, екологічні особливості
Ендемік Суматри (Індонезія). 
 
Росте у вологих гірських лісах на висотах від 700 до 1000 метрів над рівнем моря поселяючись на деревах у нижній частині стовбура і на покритих мохом скелях. 

У місцях природного зростання сезонних температурних коливань практично немає. Цілий рік денна температура близько 27-29°С, нічна близько 19-20°С. 

Відносна вологість повітря близько 80%. 
 
Сухого сезону немає. 

Відноситься до числа видів, що охороняються (II додаток CITES).

## У культурі
Температурна група - тепла. Для нормального цвітіння обов'язковий перепад температур день / ніч в 5-8 ° С. При вмісті рослин в прохолодних умовах спостерігається зупинка зростання.
Вимоги до світла: 800-1000 FC, 8608-10760 lx.
Загальна інформація про агротехніки у статті Фаленопсис.
У гібридизації майже не використовується.

## Первиннігібриди
- Acajou - viridis х corningiana (Luc Vincent) 1995
- Anwar Mahayudin - viridis х javanica (Atmo Kolopaking) 1983
- Fabienne Dream - schilleriana х viridis (Luc Vincent) 2000
- Harto Kolopaking - viridis х stuartiana (Atmo Kolopaking) 1989
- Ibu Kasman - viridis х cornu-cervi (Atmo Kolopaking) 1978